# ウッドサイド駅
ウッドサイド駅 (英語: Woodside) は、クイーンズのウッドサイド地区にあるロングアイランド鉄道 (LIRR) の駅である。

## 概要
シティターミナルゾーンに含まれる。運賃区間はゾーン1である。本線を走行する東行き列車がペン・ステーションを出発後、最初に停車する駅である。ジャマイカ駅より東にある駅の中で、クイーンズにあるLIRRの駅でポートワシントン支線など各支線（モントーク支線を除く）の全列車が停車する駅である。ウッドサイド駅の東側でポートワシントン支線が分岐する。ジャマイカ駅までは南東に本線は続く。
駅の西側ではマンハッタンへ行くイースト川トンネルへ入る手前に位置するハロルド信号場でヘルゲート橋へ行くアムトラックの線路（北東回廊の一部）と合流する。駅の上にはルーズベルト・アベニュー (en) の上を通る高架駅のニューヨーク市地下鉄7系統の61丁目-ウッドサイド駅がある。当駅はADA法に従いエレベーターやスロープがあり車椅子が利用できる。

### 当駅からの接続路線
下記の路線に乗り換えが可能である。
ニューヨーク市地下鉄
- 61丁目-ウッドサイド駅（IRTフラッシング線）
  - 7系統
  - <7>系統

## 歴史
ウッドサイド駅は当初1869年11月15日にフラッシング・アンド・ノース・サイド鉄道 (F&NS) によって Junction Boulevard and 35th Avenue に建設された。F&NSが問題を抱えたニューヨーク・アンド・フラッシング鉄道を買収した後に最初に建設した駅であった。1870年代の一時期、ポートワシントン支線の他にウッドサイド支線（クイーンズの北西部を横断していた路線）が走っており、乗客は旧ホワイトストーン支線や現在のコロナヤードに停車する列車を利用した。当駅はロングアイランドにある他の駅のように1876年にロングアイランド鉄道に買収された。  その後駅は1910年6月16日に電化されたが、勾配を解消する計画により1914年に廃止され、1915年11月17日に取り壊された。現在の高架駅は1915年10月17日に開業した。1929年にはウィンフィールド駅が廃止され、ウッドサイド駅が本線とポートワシントン支線が分岐するウィンフィールド・ジャンクションより手前にある駅となった。 1999年には修復工事が行われた。

## 駅構造
| 3F 地下鉄 フラッシング線ホーム | 南行緩行線                                       | ← 34丁目-ハドソン・ヤード駅行き（52丁目駅） |
| 3F 地下鉄 フラッシング線ホーム | 島式ホーム、緩行線は左側、急行線は右側ドアが開く | |
| 3F 地下鉄 フラッシング線ホーム | 混雑方向急行線                                   | ← 朝ラッシュ：34丁目-ハドソン・ヤード駅行き（クイーンズボロ・プラザ駅） → 夕ラッシュ：フラッシング-メイン・ストリート駅行き（ジャンクション・ブールバード駅）→                                    |
| 3F 地下鉄 フラッシング線ホーム | 島式ホーム、緩行線は左側、急行線は右側ドアが開く | |
| 3F 地下鉄 フラッシング線ホーム | 北行緩行線                                       | → フラッシング-メイン・ストリート駅行き（69丁目駅）→ |
| 2F                             | 改札階                                           | 地下鉄-LIRR間乗り換え、改札、駅員詰所、メトロカード自動券売機 |
| 1F LIRR ホーム                 | 相対式ホーム、右側ドアが開く（ホームC）          | 相対式ホーム、右側ドアが開く（ホームC） |
| 1F LIRR ホーム                 | PW1番線                                          | ← ポート・ワシントン支線 ペンシルベニア駅行き（終点） |
| 1F LIRR ホーム                 | PW2番線                                          | → ポート・ワシントン支線 グレート・ネック駅、ポート・ワシントン駅行き（ラッシュ時一部列車：グレート・ネック駅、それ以外：メッツ-ウィレッツ・ポイント駅またはフラッシング-メイン・ストリート駅） → |
| 1F LIRR ホーム                 | 島式ホーム、右側ドアが開く（ホームB）            | |
| 1F LIRR ホーム                 | ML3番線                                          | ← 本線 ペンシルベニア駅行き（終点） |
| 1F LIRR ホーム                 | ML1番線                                          | ← 本線 通過 → |
| 1F LIRR ホーム                 | ML2番線                                          | ← 本線 通過 → |
| 1F LIRR ホーム                 | ML4番線                                          | → 本線 ロングアイランド方面行き（フォレスト・ヒルズ駅） → |
| 1F LIRR ホーム                 | 相対式ホーム、右側ドアが開く（ホームA）          | |
| G                              | 地上階                                           | 出入口 |

島式ホーム1面と相対式ホーム2面を有する3面6線である。ホーム有効長は12両である。北端のホームはポートワシントン支線の1番線と接する相対式ホームであり、通常西行き列車かマンハッタン行きの列車が使用する。中央のホームはポートワシントン支線の2番線と本線の3番線と接する島式ホームであり、通常ポートワシントン支線の西行き列車やポートワシントン支線の下り列車、マンハッタン行きの本線の列車が使用する。南端のホームは本線の4番線と接する相対式ホームであり、本線の下り列車か本線の東行き列車が使用する。本線の1番線と2番線はホームのない通過線で、通常通過列車が使用する。

## 外部リンク

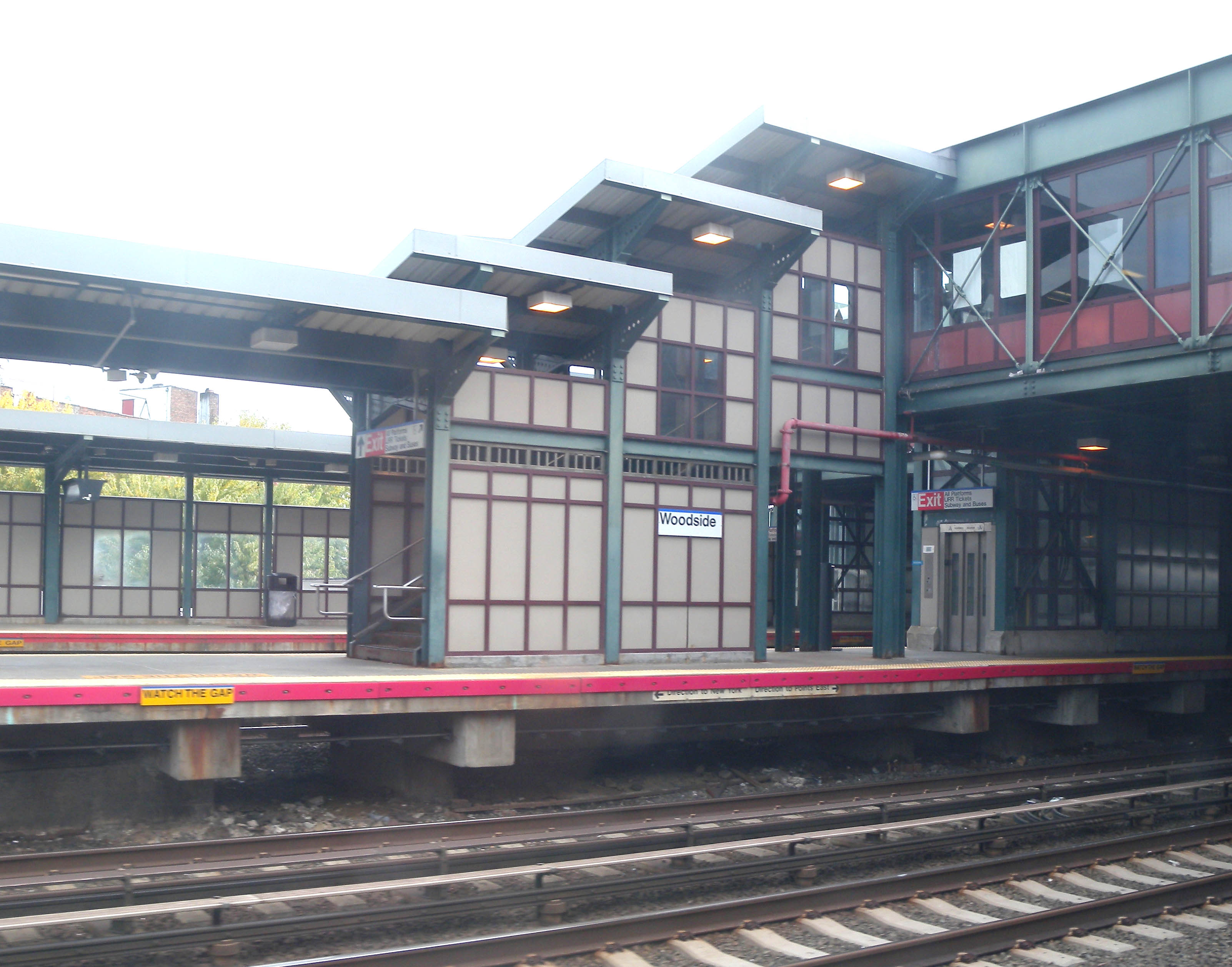
ウッドサイド駅のホーム

## バス路線
- ニューヨーク市バス
  - Q32系統
- MTAバス
  - Q18、Q53、Q70系統（ラガーディア空港行き）

## 隣の駅
ロングアイランド鉄道
■本線
ペンシルベニア駅 - ウッドサイド駅 - フォレスト・ヒルズ駅
■ポートワシントン支線
ペンシルベニア駅 - ウッドサイド駅 - （臨）メッツ-ウィレッツ・ポイント駅 - フラッシング-メイン・ストリート駅
メッツ-ウィレッツ・ポイント駅は、ニューヨーク・メッツの野球試合時とテニスの全米オープン開催時、および緊急時にのみ停車する。